# Варенн, Александр
Александр Шарль Варенн (фр. Alexandre Varenne; 3 октября 1870, Клермон-Ферран — 16 февраля 1947, V округ Парижа, Париж) —  французский политик, адвокат и журналист, депутат Национального собрания Франции, государственный министр в первом правительстве Жоржа Бидо. Основатель журнала «La Montagne».

## Биография
Александр Варенн родился 3 октября 1870 года в Клермон-Ферране в семье коммерческого служащего Жозефа Варенна и Франсуазы Марк; старший брат Жана Варенна. Сперва учился в родном городе в Лицее имени Блеза Паскаля, где был учеником Анри Бергсона по классу философии. Три года проработав клерком адвоката в Клермон-Ферране, он прошел военную службу, а затем уехал в Париж, где получил степень доктора права, которую защитил в 1893 году, работая одновременно коммерческим служащим. В 1898 году он стал адвокатом Парижского апелляционного суда и журналистом, работая в региональных газетах: «Le Petit Clermontois» и «Le Stéphanois».
Став членом Французской секции Рабочего интернационала публиковал свои статьи в «Volonté» (1898), «Lanterne» (1904) и «Humanité».
Впервые был избран в палату депутатов в 1906 году. Занимал видное положение в парламентской социалистической фракции, хотя случались и скандалы (так, в 1920 году он выступил с антисемитскими высказываниями в адрес Жоржа Манделя, выступавшего за восстановление дипломатических отношений между Францией и Ватиканом , обвинив его в том, что он является Ротшильдом). В 1924 году прошел в палату во главе списка левого блока. В мае 1924 года был избран вице-председателем палаты. Тогда же одно время ходили разговоры о его назначении послом в Советский Союз. 
В июле 1925 году принял, без согласия партии, назначение на пост генерал-губернатора Французского Индокитая, за что в августе был исключен из СФИО решением чрезвычайного конгресса. При этом его политика в пользу коренных жителей (строительство школ, вакцинация, доступ к трудоустройству, инспекции труда) вызвала недовольство сторонников колониализма, которые добились его отъезда до конца года.
Во главе «Ла Монтань» Александр Варенн выступал против Пьера Лаваля, владельца Le Moniteur с 1927 года, который был избран сенатором от Пюи-де-Дом в 1935 году, и критиковал тоталитарные режимы. Сблизившись с Филиппом Маркомбом, он вступил в Народный фронт. После его неудачи на парламентских выборах 1936 года колонисты Тонкина в октябре избрали его своим представителем в Высший совет Индокитая.
На страницах своей газеты он выступал против режима Виши во время оккупации Франции в ходе Второй мировой войны. Из-за цензуры он приостановил выпуск издания в августе 1943 года. Газета вновь вышла сразу после Освобождения (15 сентября 1944 года). Снова став депутатом, он заседал в радикальной группе в первом Национальном Учредительном собрании, затем во втором Учредительном собрании. Варенн безуспешно пытался воссоздать Республиканско-социалистическую партию и присоединился к Объединению левых республиканцев.
Варенн был государственным министром в первом правительстве Жоржа Бидо с 24 июня по 16 декабря 1946 года.
Александр Шарль Варенн умер 16 февраля 1947 года в Париже.